# Dong Phaya Yen

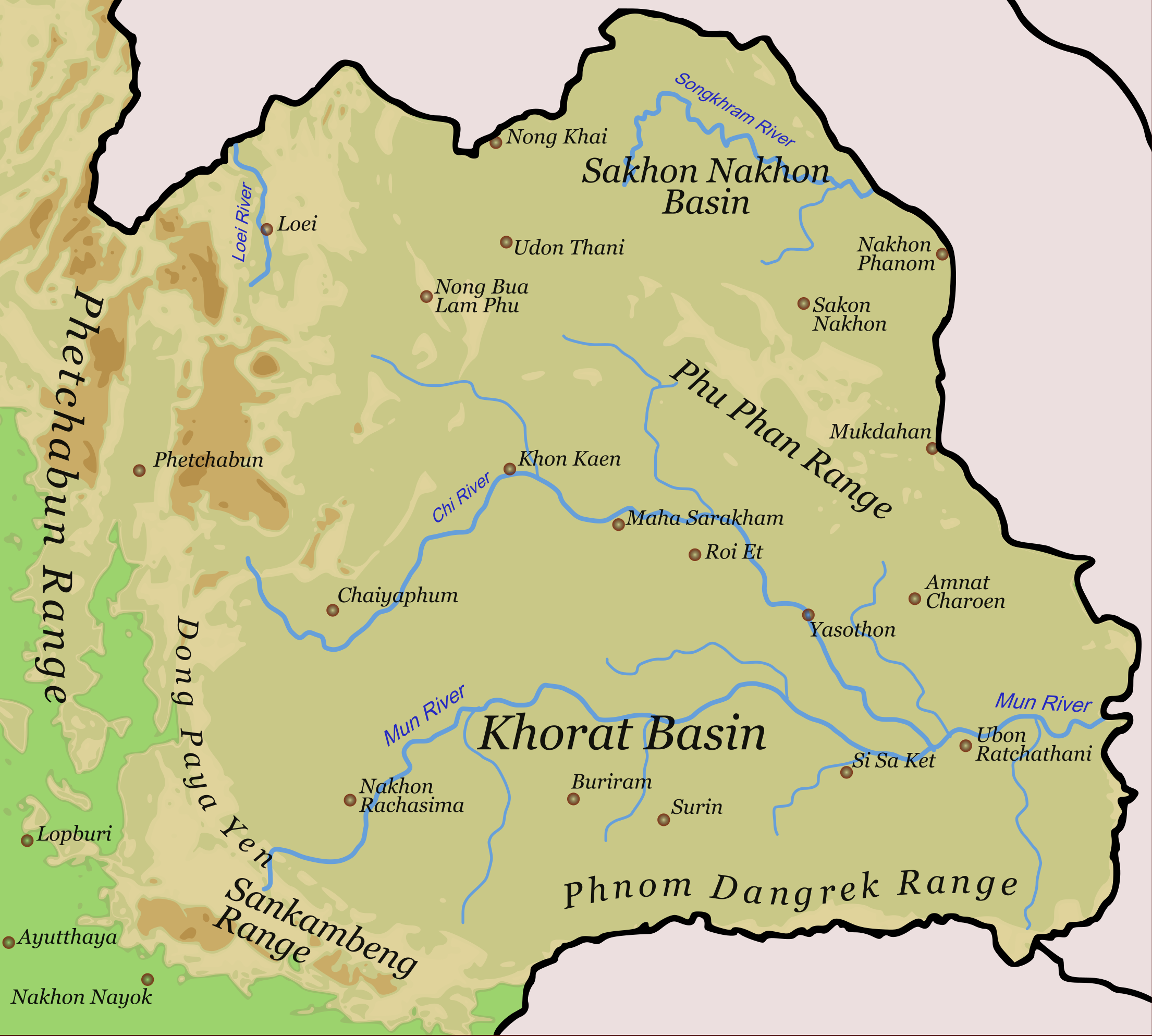
Übersichtskarte der Bergketten im Isan

Dong Phaya Yen (thailändisch ป่าดงพญาเย็น, wörtl. „Dschungel des Herrn der Kälte“) ist eine Bergkette in Zentralthailand.
Die Berge des Dong Phaya Yen stellen die südöstliche Verlängerung des Phetchabun-Gebirges dar und trennen das Tal des Chao-Phraya-Stromes von der Khorat-Hochebene in der Nordostregion des Landes (Isan). Sie ziehen sich über eine Länge von etwa 230 Kilometern hin und werden nach Süden von der Sankamphaeng-Bergkette (ทิวเขาสันกำแพง) und nach Osten von den Dângrêk Bergen fortgeführt.
Die Berge werden nach Norden hin von den zahlreichen Nebenflüssen des Mae Nam Mun (Mun-Fluss) entwässert, nach Süden hin in den Mae Nam Bang Pakong (Bang-Pakong-Fluss). Die Höhe beträgt zwischen 100 Metern und 1351 Metern, dabei ist der Khao Rom (เขาร่ม) mit 1351 Metern die höchste Erhebung.
In den Bergen liegen zahlreiche Nationalparks. Der berühmteste ist der Nationalpark Khao Yai, der erste Nationalpark von Thailand. Andere Parks sind der Nationalpark Ta Phraya an der Grenze nach Kambodscha, der Nationalpark Thap Lan, der Nationalpark Pang Sida, der Nationalpark Phra Phutthachai und das Wildschutzgebiet Dong Yai (engl.: „Dong Yai Wildlife Sanctuary“). Insgesamt sind 6155 km² Landfläche in Nationalparks geschützt.
Der ursprüngliche Name des Dong Phaya Yen war früher Dong Phaya Fai („Dschungel des Herrn des Feuers“), da sich die meisten Reisenden, die sich früher in dieses ausgedehnte Waldgebiet wagten, dort die Malaria zuzogen. Seit Beginn des 20. Jahrhunderts ist allerdings der größte Teil des Waldes zerstört worden, daher änderte der Uparat („Zweiter König“) von König Mongkut (Rama IV.) Phra Pinklao den Namen von „Dong Phaya Fai“ in „Dong Phaya Yen“, um klarzustellen, dass der Wald nun gefahrlos durchquert werden kann.
Seit dem 14. Juli 2005 steht der „Waldkomplex der Dong-Phaya-Yen-Bergkette mit dem Khao-Yai-Nationalpark“ auf der Liste des Weltkultur- und Naturerbes der Menschheit der UNESCO.